# Pejerrey arrebozado
El pejerrey arrebozado, también denominado pejerrey frito, es un plato típico de pescado rebozado de varios países latinoamericanos, como Argentina, Bolivia, sur de Brasil, Chile, Perú y Uruguay.  Dado que el pejerrey (Odontesthes) vive tanto en agua dulce como en el océano, su consumo está bastante extendido en Latinoamérica. 

## Variaciones regionales

### Bolivia

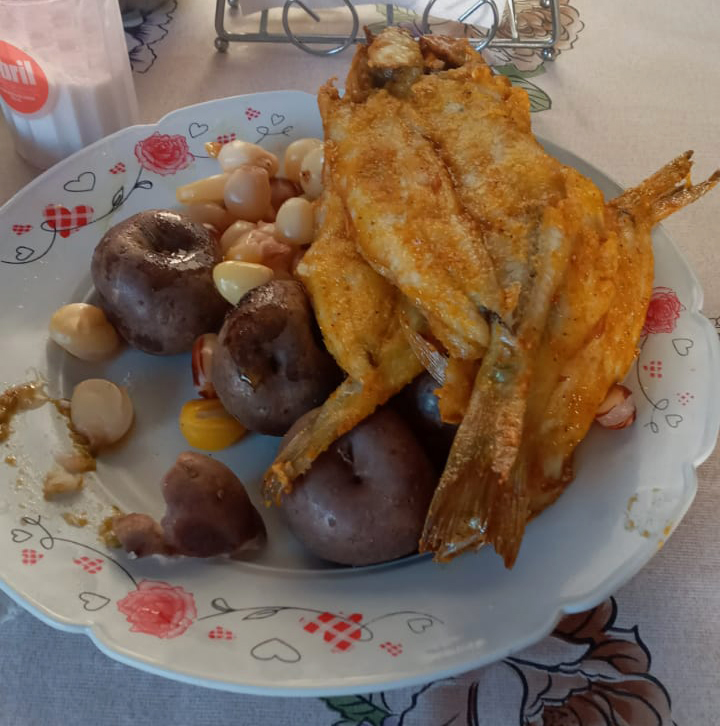
Pejerrey frito en el departamento de Cochabamba, Bolivia.

En Bolivia es consumido en las áreas circundantes al lago Titicaca, así como al lago Poopó y Uru Uru, en el departamento de Oruro. También se consume en otras regiones del país, como por ejemplo en el departamento de Cochabamba, donde, en 2021, se organizó un campeonato de pesca deportiva de pejerrey para fomentar el turismo luego de la pandemia de Covid-19. Se suele consumir, también, pejerrey importado de Argentina, pues puede llegar a costar menos que el lacustre, el cual es cada vez más escaso en los lagos bolivianos. Expertos señalan que la causa de escasez del pez en los lagos bolivianos se debe a la sobrepesca y a la falta de conocimiento de los pescadores.
El pejerrey se rebosa y se fríe. Se lo acompaña de arroz blanco, papa hervida, chuño, tunta y/o mote más un trozo de limón. A veces, se lo acompaña con ensalada.

### Perú
En Perú se consume la variedad Odontesthes regia, abundante en las costas peruanas. Además de consumirse en forma ceviches, tiraditos y enrollados, el pejerrey arrebozado (es decir, recubierto de huevo y harina y luego frito) es muy popular y se expende en forma de sánguche acompañado de salsa criolla.
Una receta de fines del siglo XIX anota que se deben retirar las espinas de los pejerreyes escamados y abiertos sobre el vapor de una olla con agua hirviendo, luego se remojan en un caldo de huevos batidos, sal y harina y luego se fríe con abundante manteca de cerdo. Se servían con perejil picado y un huevo duro picado.